# Girls Will Be Girls (2024)
Girls Will Be Girls ist ein Liebesdrama von Shuchi Talati. Der Coming-of-Age-Film feierte im Januar 2024 beim Sundance Film Festival seine Premiere. Im August 2024 kam der Film in die französischen Kinos. Der US-Kinostart war Mitte September 2024.

## Handlung
Die 16-jährige Mira besucht ein strenges Elite-Internat in einer kleinen Bergstadt im Himalaya im Norden Indiens. Sie wurde als erstes Mädchen zur Oberschülerin der Einrichtung ernannt, ein Titel, der ihr für ihre tadellosen akademischen Leistungen verliehen wurde. Die Aufgabe bringt Pflichten mit sich, zu denen es gehört, ihre Freundinnen und Mitschülerinnen zurechtzuweisen, entweder weil ihre Uniformen nicht den Vorschriften entsprechen, oder weil die Mädchen zu viel Zeit mit den Jungen verbracht haben.
Dort in dem Internat entdeckt sie Verlangen und Romantik. Ihr sexuelles, rebellisches Erwachen wird jedoch durch ihre Mutter gestört, die selbst nie erwachsen werden konnte.

## Produktion

### Regie, Drehbuch und Filmmusik
Regie führte Shuchi Talati, die auch das Drehbuch schrieb. Es handelt sich bei Girls Will Be Girls um ihr Spielfilmdebüt. Die aus Indien stammende Filmemacherin beschäftigte sich in ihren bisherigen Arbeiten, wie in ihren letzten Kurzfilmen Mae & Ash, Choice oder A Period Piece, überwiegend mit Narrativen über die weibliche Sexualität, das weibliche Geschlecht und Fragen der Identität in Südasien. Sie ist Absolventin des American Film Institute und Mitglied des Brooklyn Filmmakers Collective, des Bitchitra Collective und des Freelance Solidarity Project. Sie entwickelte Girls Will Be Girls im Rahmen von Berlinale Talents, dem Talentförderprogramm der Internationalen Filmfestspiele Berlin.
Die Filmmusik komponierten Sneha Khanwalkar und Pierre Oberkampf. Das Soundtrack-Album wurde Ende August 2024 als Download veröffentlicht.

### Besetzung und Dreharbeiten

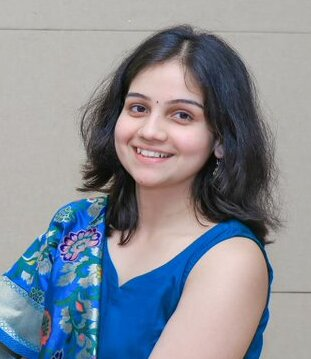
Preeti Panigrahi spielt Mira

Preeti Panigrahi spielt die 16-jährige Mira und Kesav Binoy Kiron ihre ein Jahr ältere neue Freundin Sri. Kani Kusruti ist in der Rolle von Miras Mutter Anila zu sehen.
Die Aufnahmen entstanden im Bundesstaat Uttarakhand im Norden Indiens, gelegen am Himalaya an der Grenze zu Nepal und Tibet. Als Kamerafrau fungierte Jih-E Peng. Sie arbeitete mit Talati bereits für A Period Piece zusammen und war ebenfalls für die Filme The Light and the Little Girl und Honolulu tätig.

### Marketing und Veröffentlichung
Der erste Trailer wurde im Dezember 2023 veröffentlicht. Die Weltpremiere von Girls Will Be Girls fand am 20. Januar 2024 beim Sundance Film Festival statt. Im Vorfeld sicherte sich die im Jahr 2023 neugegründete Independent Artist Group die Rechte. Anfang Februar 2024 wurde Girls Will Be Girls beim Göteborg Film Festival gezeigt. Mitte März 2024 wurde der Film beim South by Southwest Film Festival vorgestellt. Im April 2024 wurde er beim Miami Film Festival gezeigt. Im Mai 2024 wurde er beim Seattle International Film Festival gezeigt und im Juni 2024 beim Sundance Film Festival: London, beim Nantucket Film Festival und beim Transilvania International Film Festival. Ende Juni, Anfang Juli 2024 wurde er beim Karlovy Vary International Film Festival vorgestellt und hiernach beim Galway Film Fleadh. Der Kinostart in Frankreich war am 21. August 2024. Im September 2024 wird Girls Will Be Girls beim Nashville Film Festival vorgestellt. Am 13. September 2024 kam der Film in ausgewählte US-Kinos. Im November 2024 sind Vorstellungen beim Internationalen Filmfestival Mannheim-Heidelberg geplant.

## Rezeption

### Kritiken
Von den bei Rotten Tomatoes aufgeführten Kritiken sind alle positiv bei einer durchschnittlichen Bewertung mit 7,7 von 10 möglichen Punkten, womit er aus den 25. Annual Golden Tomato Awards als Zweitplatzierter unter den Liebesfilmen des Jahres 2024 hervorging.  Bei Metacritic erhielt der Film einen Metascore von 80 von 100 möglichen Punkten.

### Auszeichnungen
Cleveland International Film Festival 2024
- Nominierung als Bester Spielfilm im International Narrative Competition[26]

El Gouna Film Festival 2024
- Auszeichnung mit dem Bronze Star
- Auszeichnung mit dem FIPRESCI-Preis[27]

Göteborg Film Festival 2024
- Nominierung im Internationalen Wettbewerb[28]

Gotham Awards 2024
- Nominierung für den Breakthrough Director Award (Shuchi Talati)[29]

Independent Spirit Awards 2025

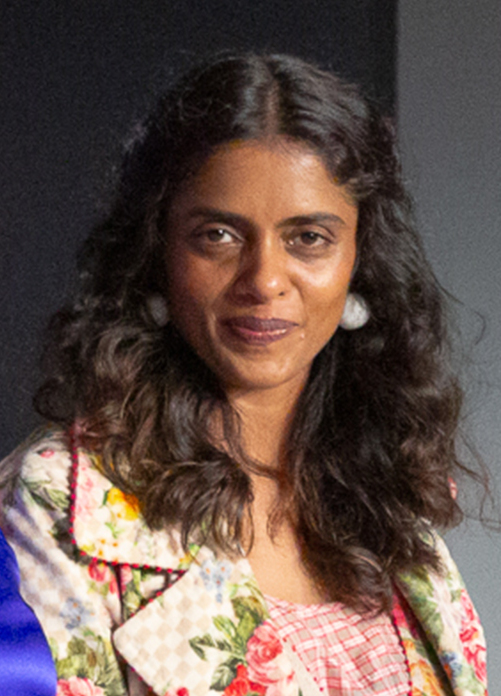
Kani Kusruti spielt Miras Mutter

- Auszeichnung mit dem John Cassavetes Award (Shuchi Talati, Richa Chadha und Claire Chassagne)
- Nominierung für die Beste Nebenrolle (Kani Kusruti)[30][31]

Internationale Filmfestspiele Berlin 2022
- Auszeichnung mit dem ARTEKino International Award (Shuchi Talati und Pooja Chauhan)
- Auszeichnung mit dem VFF Talent Highlight Award[32]

Internationales Filmfestival Mannheim-Heidelberg 2024
- Nominierung im Wettbewerb „On the Rise“[33]

Miami Film Festival 2024
- Nominierung für den Jordan Ressler First Feature Award[13]

Sofia International Film Festival 2024
- Auszeichnung für die Beste Regie (Shuchi Talati)[34]

South by Southwest Film Festival 2024
- Nominierung für den Publikumspreis

Sundance Film Festival 2024
- Nominierung im World Cinema Dramatic Competition (Shuchi Talati)
- Auszeichnung mit dem Publikumspreis im World Cinema Dramatic Competition
- Special Jury Award im World Cinema Dramatic Competition für das Schauspiel (Preeti Panigrahi)

Transilvania International Film Festival 2024
- Auszeichnung im Wettbewerb[35]